# Prosperidade (Vargem Alta)
Prosperidade é um distrito do município de Vargem Alta, no Espírito Santo . O distrito possui  cerca de 2 400 habitantes e está situado na região oeste do município .